# Rurbanisatie
Rurbanisatie is het proces van verstedelijking van het platteland, waardoor het stedelijke gebied en invloedssfeer verder wordt uitgebreid. Het begrip rurbanisatie komt van de Engelse woorden rural ("landelijk", "plattelands-") + urban ("stedelijk").
Rurbanisatie wordt grotendeels veroorzaakt door suburbanisatie, maar ook ten dele door een sterke groei van de plattelandsbevolking zelf. Tevens houdt het proces van rurbanisatie door de jaren heen niet op, in verband met de natuurlijke groei van de bevolking. Sinds de jaren tachtig is dat laatste in Nederland de belangrijkste motor achter de rurbanisatie. Ook in België is er veel sprake van rurbanisatie. (rurale gebied= platteland)